# Pulomulya
Pulomulya is een bestuurslaag in het regentschap Karawang van de provincie West-Java, Indonesië. Pulomulya telt 2509 inwoners (volkstelling 2010).